# Kleine Spui 22-30 (Amersfoort)
Kleine Spui 22-30 is een woningblok in de gemeente Amersfoort. Het blok van vijf arbeiderswoningen is in 1947 gebouwd door architect D. Zuiderhoek en volgt de Delftse School. Sinds 1992 is het een gemeentelijk monument.

## Beschrijving
Het betreft een blok van vijf bakstenen huizen, gelegen aan de binnenzijde van een bocht van de Kleine Spui, waarbij het vierde huis van links een enkele bouwlaag heeft en de rest twee. Vier van de huizen liggen parallel aan de weg en het rechterhuis staat haaks op de weg. Het vierde huis van links ligt verder iets meer van de weg af, net voldoende dat de deur van het rechter huis in de muur haaks op de weg past. De huizen hebben een dakpannen zadeldak. De deuropeningen van de linker vier huizen zijn opvallend hoog wegens een groot stervormig bovenlicht. Aan weerszijden van deze deuropeningen staan pilasters. De huizen hebben eenvoudige rechthoekige vensters die op de eerste verdieping afgewerkt zijn met een ijzeren hekje.

## Monument
Het woningblok ligt in het rijksbeschermd gezicht Amersfoort en is sinds 1992 een gemeentelijk monument (nr. 169), omdat het complex een goed voorbeeld zou zijn van aangepaste nieuwbouw vlak na de oorlog, met traditionele detaillering van de Delftse School, een zeldzaamheid in de binnenstad van Amersfoort. De huizen zijn in gebruik als woonhuis.